# Dan Nasta
Dan Constantin Ioan Popescu-Nasta (n. 6 ianuarie 1919, București, România – d. 15 septembrie 2015, București) a fost un actor și regizor român de teatru și film. A rămas cunoscut prin rolurile titulare interpretate în piesele Despot Vodă de V. Alecsandri, Egmont de Goethe, Hamlet și Richard al III-lea de Shakespeare. În afară de activitatea artistică, Dan Nasta a fost unul dintre cei mai mari colecționari români de opere de artă.

## Biografie
Dan Nasta provenea dintr-o familie de aromâni (Derra de Moroda) stabilită în Transilvania și înnobilată de împăratul habsburgic cu titlul de baron. Tatăl său era negustor și s-a stabilit în România, unde și-a desfășurat afacerile. Mama sa provenea dintr-o veche familie românească, fiind urmașă a logofătului Sima-Piteșteanul.
Ca urmare a faptului că dispunea de o stare materială bună, Dan Nasta a devenit încă din adolescență un pasionat colecționar de artă, strângând colecții valoroase de cărți și timbre, iar mai apoi de icoane, mobilă și obiecte de artă. Pasiunea a dobândit-o de la avocatul și omul politic Take Ionescu, fost ministru de externe și prim-ministru, care era căsătorit cu vara primară a mamei sale, Alexandrina Ecaterina Ionescu. Omul politic avea în casă mobilier de epocă, italian și franțuzesc, care l-a impresionat pe tânărul Nasta. Familia sa locuia într-o zonă selectă a capitalei României, fiind vecină cu numeroși demnitari printre care și generalul Gheorghe Argeșanu la a cărui arestare a asistat în septembrie 1940.
A urmat cursurile Liceului Militar de la Mănăstirea Dealu, după care a vrut să se înscrie la conservator. Părinții săi erau divorțați, iar tânărul se afla sub tutela mamei. Deoarece Dan Nasta era minor, mama a refuzat să-și dea acordul, așa că tânărul s-a înscris la Facultatea de Litere și Filosofie și la Facultatea de Drept, audiind cursurile lui Tudor Vianu și Mircea Vulcănescu. Ulterior, după ce a devenit major, s-a înscris la Conservatorul Regal de Artă Dramatică.
În timpul celui de-al Doilea Război Mondial, Dan Nasta a fost mobilizat ca actor în „plutoanele de propagandă”, recitând poezii patriotice în orașele din Moldova. În anii de după război, el a cumpărat obiecte de artă vândute de colecționari evrei sau de burghezii scăpătați.
În anul 1947 a înființat teatrul cooperatist „Odeon”, punând în scenă piese de Maxim Gorki și Anton Cehov. După instaurarea regimului comunist în România, a lucrat ca actor, fiind cunoscut ca un renumit colecționar de obiecte de artă. Locuința sa era vizitată de ambasadori străini, care-i admirau colecțiile. A donat piese de mobilier vechi și scoarțe vechi românești la Palatul Mogoșoaia, unde a fost amenajată o expoziție tematică.

## Distincții
- Ordinul Muncii clasa a III-a (9 iunie 1954) „pentru merite deosebite în domeniul artei teatrale”[6]
- titlul de Artist Emerit al Republicii Populare Romîne (18 august 1964) „pentru merite deosebite în activitatea desfășurată în domeniul teatrului, muzicii, artelor plastice și cinematografiei”[7]
- Medalia comemorativă „150 de ani de la nașterea lui Mihai Eminescu” (2000) „pentru merite deosebite în studierea, editarea, promovarea sau interpretarea operei eminesciene”[8]
- Ordinul Meritul Cultural în grad de Mare Ofițer, categoria F - „Promovarea culturii” (2004) „pentru contribuțiile deosebite în promovarea culturii și civilizației românești, pentru realizarea unor programe complexe de mediatizare a acestora atât în țară, cât și peste hotare”[9]

## Filmografie
- Pescărușul (1974)
- Insula comorilor (1975)
- Buzduganul cu trei peceți (1977) – Dionisie Rally Paleologul, mitropolitul de Tărnovo, consilierul bizantin al lui Mihai Viteazul
- Pentru patrie (1978) – boierul Aristid, prietenul familiei Rahovany
- Vlad Țepeș (1979) – sol turc
- Rug și flacără (1980) – înaltul comisar imperial austriac
- Artista, dolarii și ardelenii (1980) – pistolarul cu barbă mare
- Blestemul pămîntului – Blestemul iubirii (1980) – protopopul Pintea
- Bietul Ioanide (1980) – Vasilescu Lascari / prințul Vasileus Lascaris
- La răscrucea marilor furtuni (1980) – Neofit al II-lea, mitropolitul Țării Românești
- Iancu Jianu zapciul (1981) – Vodă Caragea, domnul Țării Românești
- Iancu Jianu haiducul (1981) – Vodă Caragea, domnul Țării Românești
- Castelul din Carpați (1981) – marchitanul evreu / pictorul italian
- Semnul șarpelui (1982) – rabinul Rispler
- Trandafirul galben (1982) – boier bărbos
- Totul se plătește (1987) – Neofit al II-lea, mitropolitul Țării Românești
- Eu sunt Adam! (1996)
- Brâncuși (1996)